# Villers-devant-le-Thour

Villers-devant-le-Thour este o comună în departamentul Ardennes din nordul Franței. În 1 ianuarie 2022 avea o populație de 417 de locuitori.